# Paal Nilssen-Love

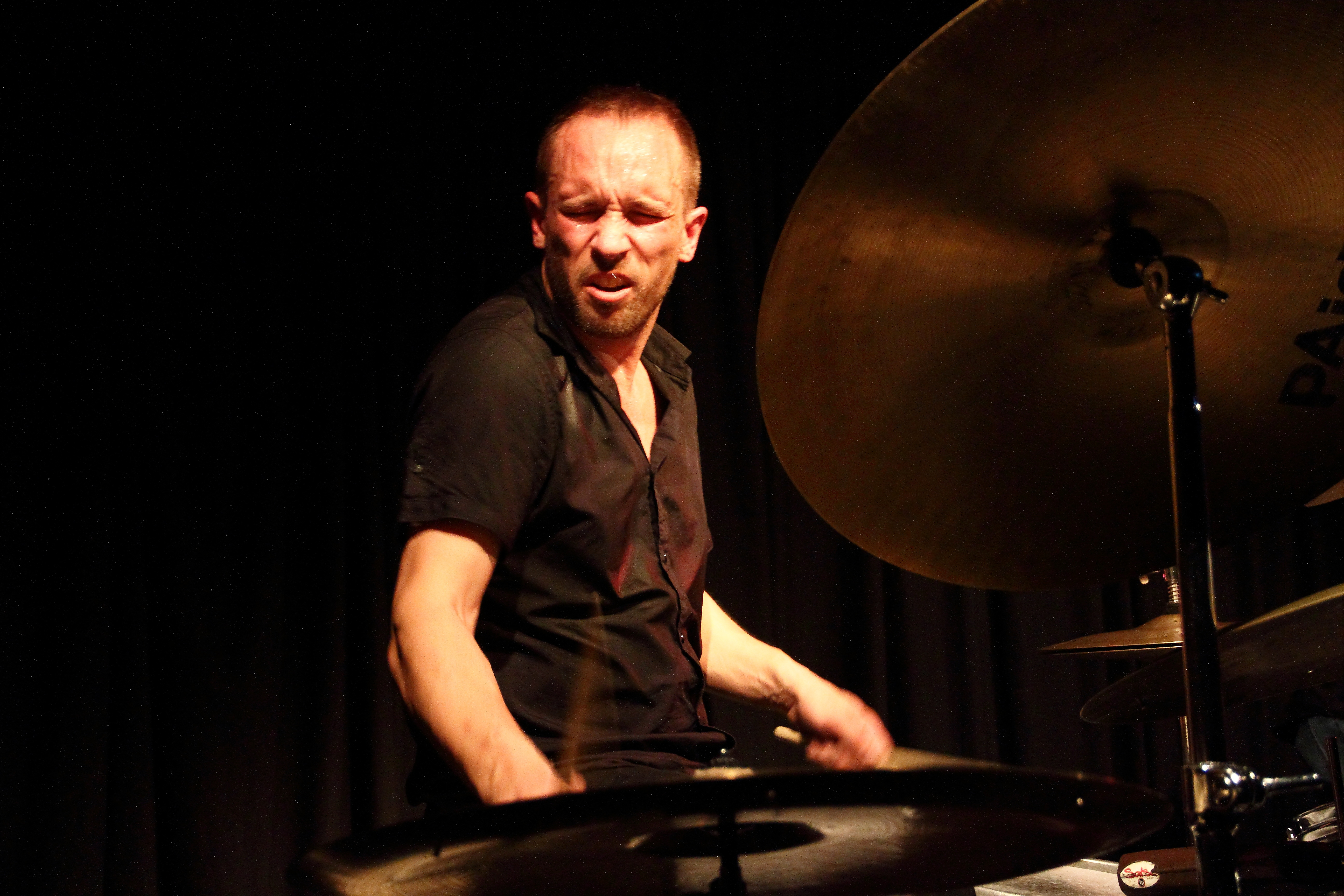
Paal Nilssen-Love, 2016

Paal Nilssen-Love (* 24. Dezember 1974 in Molde) ist ein norwegischer Schlagzeuger, der im Bereich des Free Jazz und des Modern Creative hervorgetreten ist.

## Leben und Wirken

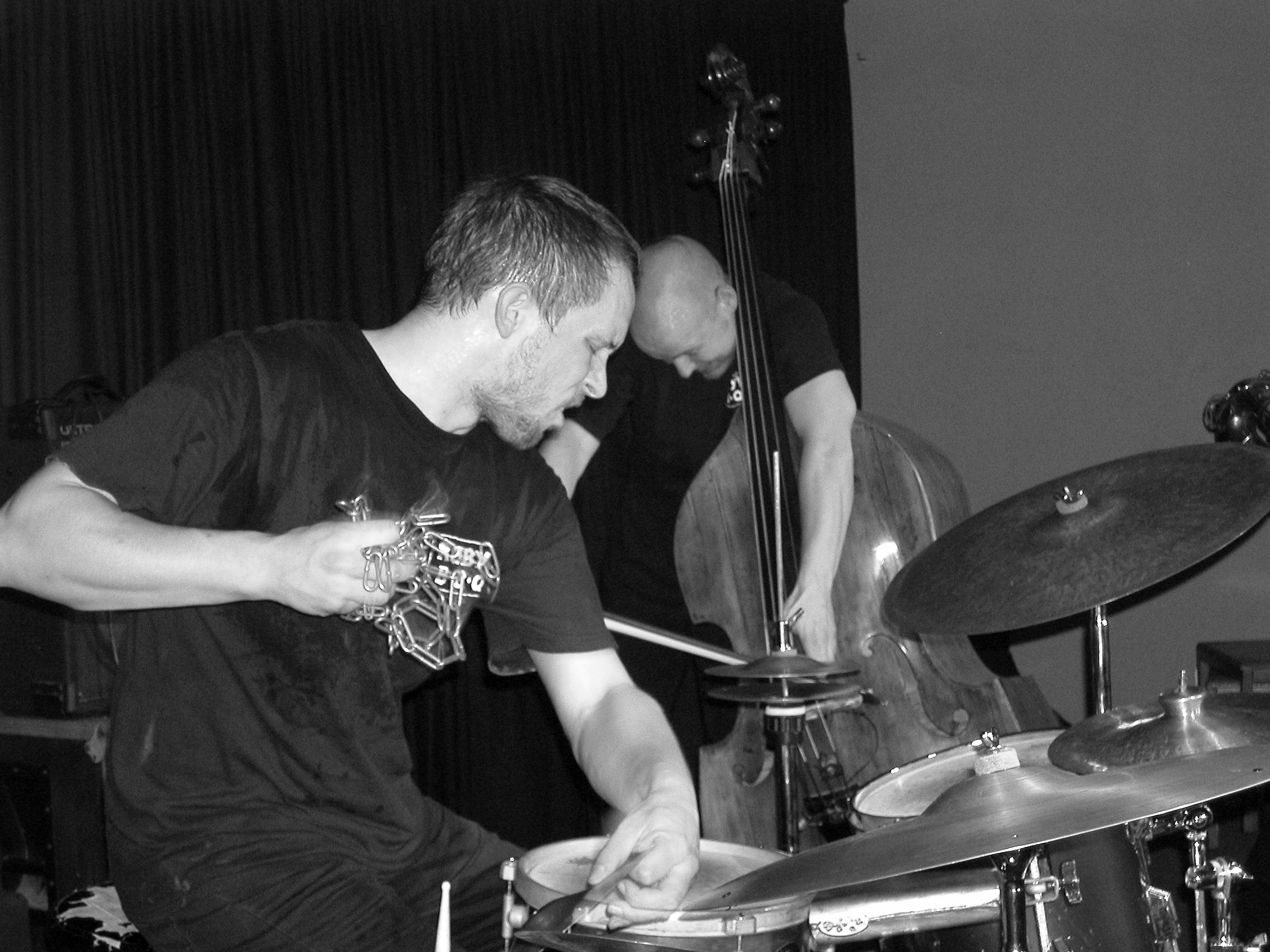
Paal Nilssen-Love (mit Ingebrigt Håker Flaten am Bass, 2004)

Nilssen-Love spielte zunächst in der Band seines Vaters (ebenfalls Jazzdrummer) und begann seine Musikerkarriere in einem Jazzclub in Stavanger, der von seinen Eltern betrieben wurde. Er studierte in der Abteilung für Jazzstudien an der Universität von Trondheim. Seit den 1990er Jahren ist er in der norwegischen Avantgarde Jazzszene aktiv. 1993 gründete er eine erste eigene Formation, das Quartett Element (mit Gisle Johansen, Ingebrigt Håker Flaten, Håvard Wiik), und arbeitete außerdem mit Iain Ballamy und Chris Potter. Er zog 1996 nach Oslo und war um 1998/99 Mitglied in den Bands von Trygve Seim, Frode Gjerstad und Bugge Wesseltoft. Seit 2000 spielt er im Trio The Thing mit Mats Gustafsson und Ingebrigt Håker Flaten, das inzwischen mehrere Alben vorlegte und ein eigenes Label betreibt (The Thing Records). Außerdem gehörte er dem Trio von Håkon Kornstad an und wirkte an Ken Vandermarks Album Crossing Division mit. 2001 war er Mitglied im Trio des schwedischen Bassisten Peter Janson.
1999 spielte er ein erstes Solokonzert und nahm im Februar 2001 ein erstes Soloalbum unter eigenem Namen auf (Sticks and Stones auf dem Label SOFA); im November entstand im Duo mit Mats Gustafsson am Baritonsaxophon das Album I Love it When You Snore auf dem Label Smalltown Supersound. 2002 folgte ein weiteres Soloalbum (Twenty-Seven Years Later, mitgeschnitten auf dem Jazzfestival in Molde), im August spielte er im Duo mit dem Gitarristen Anders Hana.
Weiterhin spielte Nilssen-Love in den Bands Atomic (mit Fredrik Ljungkvist und Magnus Broo), School Days, dem Sten Sandell Trio, dem Scorch Trio, mit Raoul Björkenheim und Pat Metheny sowie verschiedenen Duo-Projekten mit Ken Vandermark, Joe McPhee, John Butcher, dem Organisten Nils Henrik Asheim, Lasse Marhaug und Peter Brötzmanns Chicago Tentet.
2006 wurde er mit dem Buddyprisen, dem wichtigsten Jazzpreis Norwegens, ausgezeichnet.

## Diskographische Hinweise
- School Days: In Our Times (2002)
- Ken Vandermarks Territory Band: New Horse for the White House (Okka Disk, 2004)
- FME: Underground (2004), mit Ken Vandermark, Nate McBride
- Peter Brötzmann's Chicago Tentet: Be Music, Night (2005)
- Ken Vandermark & Paal Nilssen-Love: Seven (2006)
- Peter Brötzmann & Paal Nillsen-Love: SweetSweat (2008)
- Joe McPhee / Paal Nilssen-Love: Tomorrow Came Today (2009)
- Rodrigo Amado, Kent Kessler & Paal Nilssen-Love: The Abstract Truth (2009)
- Miró (Catalytic Sound, 2010) solo
- Paal Nilssen-Love, Michiyo Yagi, Peter Brötzmann: Volda (2010)
- Paal Nllsson-Love, Ken Vandermark: Lean Left Volume 1 (2010)
- Terrie Ex / Paal Nilssen-Love: Hurgu! (PNL, 2011)
- Bobby Bradford, Frode Gjerstad, Ingebrigt Håker Flaten, Paal Nilssen-Love: Kampen (2012)
- Ballister Trio: Mechanisms (Clean Feed, 2012), mit Fred Lonberg-Holm, Dave Rempis
- Slugfield: Slime Zone (PNL, 2012), mit Maja Ratkje und Lasse Marhaug
- Ada Trio + Steve Noble: Oto (2013)
- Joe McPhee / Paal Nilssen-Love: Candy (PNL, 2015; 7-CD-Box-Set)
- Lasse Marhaug / Paal Nilssen-Love: Stalk (2018)
- Mars Williams, Kent Kessler & Paal Nilssen-Love: Fake Music (2019)
- Paal Nilssen-Love Circus: Pairs of Three (PNL, 2022)
- Paal Nilssen-Love Large Unit: New Map (2022)
- Paal Nilssen-Love Large Unit: Clusterfuck (2022)
- Paal Nilssen-Love Circus: Pairs of Three (PNL, 2022)
- Ingebrigt Håker Flaten, Paal Nilssen-Love: Guts & Skins (2023)
- Paal Nilssen-Love & Ken Vandermark: Japan 2019 (2024)
- Peter Brötzmann / Paal Nilssen-Love: Chicken Shit Bingo (Trost, 2024)

## Lexikalischer Eintrag
- Richard Cook, Brian Morton: The Penguin Guide of Jazz on CD. 6. Auflage. Penguin, London 2002, ISBN 0-14-051521-6.
- Richard Cook, Brian Morton: The Penguin Guide to Jazz Recordings. 8. Auflage. Penguin, London 2006, ISBN 0-14-102327-9.
- Wolf Kampmann (Hrsg.), unter Mitarbeit von Ekkehard Jost: Reclams Jazzlexikon. Reclam, Stuttgart 2003, ISBN 3-15-010528-5.